# Holger Hünsche
Holger Hünsche (* 14. Dezember 1964) ist ein ehemaliger deutscher Torhüter. In der höchsten Spielklasse des DDR-Fußballs, der Oberliga, spielte er für die BSG Energie Cottbus und den FC Carl Zeiss Jena.

## Sportliche Laufbahn

### Gemeinschafts-, Club- und Vereinsstationen
Hünsche spielte in seiner Jugend zunächst bei den Betriebssportgemeinschaften Empor Beeskow und Spanplattenwerk Beeskow, bevor er 1981 zu Stahl Eisenhüttenstadt wechselte. Bereits im Juniorenalter absolvierte er für Stahl in der zweitklassigen Liga im Spieljahr 1982/83 sein Debüt im höherklassigen Männerfußball.
Ab 1983 gehörte der frühere U-18-Nationaltorhüter dem Fußballclub der Armeesportvereinigung Vorwärts, dem FC Vorwärts Frankfurt (Oder), an. In der Oberliga wurde er da noch nicht eingesetzt. In der Spielzeit 1983/84 gewann er mit der FCV-Reserveelf die Frankfurter Bezirksmeisterschaft und setzte sich im Anschluss mit seinem Team in der Ligaaufstiegsrunde durch. Dort wurde er beim FCV II in den folgenden beiden Spieljahren viermal im Tor aufgeboten.
Da die ASG Vorwärts Stralsund Anfang 1986 unter großen Torwartproblemen litt, wurde Hünsche im März 1986 innerhalb der Armeesportvereinigung Vorwärts kurzerhand von Frankfurt (Oder) nach Stralsund delegiert. Dort vertrat er die fehlenden Torhüter Ulf Groothuis und Jörg Böhme und absolvierte bis zum Ende der Zweitligasaison 1985/86 unter Günter Baltrusch 14 Spiele. Sein erster Einsatz erfolgte hierbei am 21. Spieltag gegen seine frühere Gemeinschaft Stahl Eisenhüttenstadt (3:1), der letzte am 34. Spieltag gegen die ASG Vorwärts Dessau (0:1).
Im Sommer 1986 wurde der 1,86 Meter große Student von der BSG Energie Cottbus verpflichtet und aufgrund der Ausleihe nach Stralsund dort als Neuzugang vom FC Vorwärts Frankfurt (Oder) aufgeführt. Er debütierte in der Oberliga am 28. Februar 1987, als er am 14. Spieltag der Spielzeit 1986/87 beim 0:0-Unentschieden gegen den FC Karl-Marx-Stadt in der Startelf stand. Auch an den folgenden drei Spieltagen stand Hünsche in der Startelf. 1988 wurde er vom Ligakonkurrenten FC Carl Zeiss Jena verpflichtet. Für Jena kam Hünsche nur einmal in der Oberliga zum Einsatz, als er am 19. Spieltag der Saison 1988/89 gegen den 1. FC Union Berlin in der 71. Minute eingewechselt wurde, weil sich Stammkeeper Perry Bräutigam verletzt hatte.
Nach der Saison kehrte er wieder zurück nach Cottbus, wo er abermals nur für eine kurze Phase eingesetzt wurde. Zu Beginn der Saison 1990/91 absolvierte er drei Partien für Cottbus im Intertoto Cup. Im Spätsommer 1990 ging Hünsche zum FSV Glückauf Brieske-Senftenberg und kam in der letzten eigenständigen Spielzeit des ostdeutschen Zweitligafußballs auf 27 Einsätze. In der Premierensaison der damals drittklassigen Amateur-Oberliga im NOFV-Bereich spielte er weiterhin für das Team aus Senftenberg.
Zum Jahreswechsel 1992/93 kehrte Hünsche zurück zu Energie Cottbus. Dort spielte er 1992/93 in der 2. Saisonhälfte elfmal in der NOFV-Amateur-Oberliga, nachdem er in der 1. Halbserie noch in 16 Partien für Brieske-Senftenberg zwischen den Pfosten gestanden hatte. In der folgenden Spielzeit kam er auf 27 Einsätze. Durch den Staffelsieg durften die Lausitzer an der Aufstiegsrunde zur 2. Bundesliga teilnehmen, konnten sich in dieser aber nicht durchsetzen. 1994/95, in der ersten Spielzeit der nunmehr drittklassigen Regionalliga, stand er nur noch sechsmal in der Startelf des FC Energie. An seine dritte Zeit in Cottbus schloss sich ab 1995 sein zweiter Aufenthalt bei Glückauf Brieske-Senftenberg an.

### Auswahleinsätze
Hünsche absolvierte für die U-18-Nationalelf der DDR acht Spiele. In der Qualifikation zur Junioren-EM 1983 scheitere das Team des DFV mit dem Eisenhüttenstädter Torwart an der gleichaltrigen ČSSR-Auswahl.